# ザ・選挙2010どうなるニッポン参院選開票スペシャル
『ザ・選挙2010どうなるニッポン参院選開票スペシャル』（ザ・せんきょ2010どうなるニッポンさんいんせんかいひょうスペシャル）は、TBSラジオ（JRN一部地域）で放送された、2010年（平成22年）7月11日執行第22回参議院議員通常選挙の選挙特別番組。

## 出演
第1部
「荒川強啓 デイ・キャッチ!」の選挙スペシャル
- 荒川強啓
- 杉浦舞
- 小西克哉
- 宮台真司ほか

第2部
「ニュース探究ラジオ Dig」選挙スペシャル
- 藤木TDC
- 外山惠理（TBSアナウンサー）
- 荻上チキ
- 神保哲生

開票キャスター
- 中村尚登

## 放送時間
（以下はすべてJST）
- 2010年（平成22年）7月11日 19:55 - 翌2:00
  - 第1部 19:55 - 23:00
  - 第2部 23:00 - 翌2:00